# Liste des longs métrages portugais proposés à l'Oscar du meilleur film international
Cet article présente la liste des longs métrages portugais proposés à l'Oscar du meilleur film international.

## Films proposés par le Portugal
| Année (cérémonie) | Titre français             | Titre original                            | Réalisateur                       | Résultat   |
| ----------------- | -------------------------- | ----------------------------------------- | --------------------------------- | ---------- |
| 1981 (53e)        | Les Brumes de l'aube       | Manhã Submersa                            | Lauro António (pt)                | Non nommé  |
| 1983 (55e)        | Francisca                  | Francisca                                 | Manoel de Oliveira                | Non nommé  |
| 1984 (56e)        | Sans l'ombre d'un péché    | Sem Sombra de Pecado                      | José Fonseca e Costa              | Non nommé  |
| 1985 (57e)        | O Lugar do Morto           | O Lugar do Morto                          | António-Pedro Vasconcelos         | Non nommé  |
| 1986 (58e)        | Ana                        | Ana                                       | Margarida Cordeiro & António Reis | Non nommé  |
| 1989 (61e)        | Este Tempo                 | Tempos Difíceis                           | João Botelho                      | Non nommé  |
| 1990 (62e)        | Les Cannibales             | Os Canibais                               | Manoel de Oliveira                | Non nommé  |
| 1991 (63e)        | Le Procès du roi           | O Processo do Rei                         | João Mário Grilo                  | Non nommé  |
| 1992 (64e)        | Le Sang                    | O Sangue                                  | Pedro Costa                       | Non nommé  |
| 1993 (65e)        | Le Jour du désespoir       | O Dia do Desespero                        | Manoel de Oliveira                | Non nommé  |
| 1994 (66e)        | Val Abraham                | Vale Abraão                               | Manoel de Oliveira                | Non nommé  |
| 1995 (67e)        | Trois Palmiers             | Três Palmeiras                            | João Botelho                      | Non nommé  |
| 1996 (68e)        | La Comédie de Dieu         | A Comédia de Deus                         | João César Monteiro               | Non nommé  |
| 1998 (70e)        | Voyage au début du monde   | Viagem ao Princípio do Mundo              | Manoel de Oliveira                | Non nommé  |
| 1999 (71e)        | Inquiétude                 | Inquietude                                | Manoel de Oliveira                | Non nommé  |
| 2000 (72e)        | Les Mutants                | Os Mutantes                               | Teresa Villaverde                 | Non nommé  |
| 2001 (73e)        | Trop tard                  | Tarde Demais                              | José Nascimento (pt)              | Non nommé  |
| 2002 (74e)        | Camarate                   | Camarate                                  | Luís Filipe Rocha                 | Non nommé  |
| 2003 (75e)        | Le Dauphin                 | O Delfim                                  | Fernando Lopes                    | Non nommé  |
| 2004 (76e)        | Un film parlé              | Um Filme Falado                           | Manoel de Oliveira                | Non nommé  |
| 2005 (77e)        | Le Miracle selon Salomé    | O Milagre segundo Salomé                  | Mário Barroso                     | Non nommé  |
| 2006 (78e)        | Nuit noire                 | Noite Escura                              | João Canijo                       | Non nommé  |
| 2007 (79e)        | Alice                      | Alice                                     | Marco Martins                     | Non nommé  |
| 2008 (80e)        | Belle toujours             | Belle toujours                            | Manoel de Oliveira                | Non nommé  |
| 2009 (81e)        | Ce cher mois d'août        | Aquele Querido Mês de Agosto              | Miguel Gomes                      | Non nommé  |
| 2010 (82e)        | Um Amor de Perdição        | Um Amor de Perdição                       | Mário Barroso                     | Non nommé  |
| 2011 (83e)        | Mourir comme un homme      | Morrer Como Um Homem                      | João Pedro Rodrigues              | Non nommé  |
| 2012 (84e)        | José e Pilar               | José e Pilar                              | Miguel Gonçalves Mendes           | Non nommé  |
| 2013 (85e)        | Sangue do Meu Sangue       | Sangue do Meu Sangue                      | João Canijo                       | Non nommé  |
| 2014 (86e)        | Les Lignes de Wellington   | Linhas de Wellington                      | Valeria Sarmiento                 | Non nommé  |
| 2015 (87e)        | Et maintenant              | E Agora? Lembra-me                        | Joaquim Pinto                     | Non nommé  |
| 2016 (88e)        | Les Mille et Une Nuits     | As Mil e Uma Noites: Volume 2, O Desolado | Miguel Gomes                      | Non nommé  |
| 2017 (89e)        | Lettres de la guerre       | Cartas da Guerra                          | Ivo Ferreira                      | Non nommé  |
| 2018 (90e)        | Saint Georges              | São Jorge                                 | Marco Martins                     | Non nommé  |
| 2019 (91e)        | Peregrinação               | Peregrinação                              | João Botelho                      | Non nommé  |
| 2020 (92e)        | Le Domaine                 | A Herdade                                 | Tiago Guedes                      | Non nommé  |
| 2021 (93e)        | Vitalina Varela            | Vitalina Varela                           | Pedro Costa                       | Non nommé  |
| 2022 (94e)        | A Metamorfose dos Pássaros | A Metamorfose dos Pássaros                | Catarina Vasconcelos              | Non nommé  |
| 2023 (95e)        | Alma Viva                  | Alma Viva                                 | Cristèle Alves Meira              | Non nommé  |
| 2024 (96e)        | Mal Viver                  | Mal Viver                                 | João Canijo                       | Non nommé  |
| 2025 (97e)        | Grand Tour                 | Grand Tour                                | Miguel Gomes                      | En attente |